# 劉泰 (景泰進士)
劉泰（1422年—1459年），字世亨，浙江嘉興府海鹽縣人，民籍，明朝政治人物。景泰辛未進士，官監察御史，直言敢諫。

## 生平
浙江鄉試第五十五名。景泰二年（1451年）辛未科會試第一百五十名，殿試登進士第三甲第一百零九名，為庶吉士，拜河南道監察御史。出按遼東及南畿諸郡，又疏劾内閣江潮。
天順初，復與楊瑄極論石亨擅權，下詔獄，幾乎不免。天順三年（1459年）卒，死前有「清白肯為兒女計，疏狂曾為國家憂」之句。。柯潛作墓志銘。

## 家族
曾祖父劉彥芳。祖父劉廷佐。父亲劉景儀。